# Karl E. Weick
Karl E. Weick (né le 31 octobre 1936 à Varsovie, Indiana - ) est un universitaire américain, professeur de psychologie et professeur en sciences de l'organisation à la Ross School of Business de l'Université du Michigan.
Il est un théoricien mondialement connu pour ses travaux sur la théorie des organisations. L'objet de ses recherches porte sur l'élaboration du sens au sein des organisations. Son approche de l'organisation est processuelle, l'organisation se construisant, pour Weick, dans l'interaction.
Cette perspective interactionniste se traduit par un glissement de définition de l'organisation (organization) vers le processus organisant (organizing).
La majorité de ses études porte sur l'analyse de petites entités mais intègre de multiples dimensions à travers les concepts de sensemaking, d'enactment, d'identité, de structuration, de couplage, de lien entre la pensée et l'action.

## Théories
Karl E. Weick est parti comme son collègue Peter Checkland de la cybernétique pour concevoir une « systémique de troisième génération » spécifiquement adaptée aux organisations. Inspiré entre autres par Francisco Varela et le concept de l'énaction, il développe une vision originale des organisations (entreprise, groupes sociaux) ainsi que de la meilleure façon d'y conduire des interventions.
Weick pense l'organisation dans sa dimension processuelle : l'organisation, "c'est ce qui est en train de se construire ou se déconstruire via les interactions entre des personnes". Son approche sociopsychologique de l'organisation se caractérise par l'aller-retour constant entre l'individu, le groupe et leurs interactions. L'accent mis sur l'interaction implique que ce ne sont pas tant les liens que la qualité de ces liens qui font l'organisation. De plus, en mettant l'interaction au centre du processus organisant, Weick offre un "cadre pouvant s'appliquer à des organisations très diverses", des entreprises multinationales aux plus petites structures comme un groupe de jazz.

## Concepts clés
- Interactionnisme symbolique,
- Sensemaking,
- Construction collective du sens,
- Croyance

### Interactionnisme symbolique
Alternative critique au fonctionnalisme, ce courant de pensée issu des travaux de Mead et Dewey, s'intéresse particulièrement à l'élaboration collective de sens en situation nouvelle ou problématique. L'interactionnisme symbolique accorde une grande importance aux individus, les considérant égaux mais différents - tout en estimant ces différences non figées. Dans cette perspective, le sens commun est considéré comme le produit d'une activité continue de communication interpersonnelle.

### Sensemaking
Influencée par l'interactionnisme symbolique, la théorie du sensemaking de Weick désigne un processus continu (ongoing) d'élaboration du sens dont la pensée et l'action doivent se comprendre dans leur récursivité : l'individu agit parce qu'il a pensé et pense à ce qu'il a fait. C'est ce que Weick signifie quand il dit : « Les gens ne peuvent savoir ce qu'ils sont en train de faire qu'après l'avoir fait ». Autrement dit, faire l'expérience de quelque chose exige de pouvoir s'extraire de la situation d'expérience pour y porter attention. L'individu redonne du sens à ce qu'il a fait en "rétablissant un lien de causalité, a posteriori, entre ses actions, ses motivations et ses croyances, entre le passé et le présent."

### Faible couplage (loose coupling)[1]
Weick caractérise certaines organisations comme des systèmes faiblement couplés. Par là, il entend qualifier les liens (couplages) opérant dans la dynamique organisationnelle. Ainsi, si un couplage minimum est nécessaire et que l'absence de liens empêche de facto toute organisation, un tissage trop étroit peut tout aussi bien être fatal au processus organisant. Dans son analyse de la catastrophe de Mann Gulch, Weick a mis en lumière ce principe : lorsque les liens caractérisés par une structure hiérarchique s'effondrent, toute capacité d'organisation disparaît. La structure et la qualité des liens entre les protagonistes empêchent toute autre forme d'organisation plus adaptée à la situation d'apparaître.

### Variété requise
La décrivant lui-même comme un de ses concepts favoris, la variété requise est une notion qui pourtant n'est pas propre à Weick mais se retrouve également dans les travaux sur la complexité des systèmes. Le concept de variété requise s'appuie sur deux postulats : 
- "Il faut de la variété pour ressentir et contrôler la variété." (2001, p.X)
- "Aucun système de détection ne peut contrôler un input plus compliqué que lui." (1985, p.50)

Selon Bénédicte Vidaillet, le concept de variété requise s'applique tant à la pensée qu'à l'action : "Il faut de la nuance pour comprendre les nuances du monde et cette capacité permet également d'agir de manière complexe et nuancée, donc d'énacter un environnement complexe et nuancé." L'adjectif "requise" renvoie à une idée de quantité : il faut être suffisamment complexe pour gérer, contrôler ou comprendre un système complexe. Au même titre que les chances de survie d'une organisation augmentent avec la flexibilité des liens (loose coupling) qui la composent, autant elle dépend de sa capacité à accueillir de la variété, c'est-à-dire les conséquences imprévues et imprévisibles des actions. Cependant, la variété au sein d'un groupe entraîne des conflits interpersonnels dont la résolution passe soit par l'intensification des débats, soit par l'imposition d'un discours commun, ce qui, dans les deux cas, tendra à réduire la variété. Weick (2001) considère ce paradoxe comme une embûche à laquelle il continue de se heurter.

## Ouvrages de Karl E. Weick
Parmi ses ouvrages, on notera : 
- 1979 : The Social Psychology of Organizing, McGraw-Hill Inc, New York
- 1995 : Sensemaking in Organizations, Sage Publications, Californie